# هیلتون، دورست
هیلتون (به انگلیسی: Hilton) یک روستا و محله مدنی در بریتانیا است که در North Dorset واقع شده‌است. هیلتون ۴۷۷ نفر جمعیت دارد.